# Chlenias pini
Chlenias pini là một loài bướm đêm trong họ Geometridae.